# 丸山博一
丸山 博一（まるやま ひろかず、1934年11月20日 - 2023年9月29日）は、日本の俳優、演出家。東宝専属で劇団「東宝現代劇75人の会」メンバー。舞台演劇を中心に活動していた。秋田県出身。身長167センチメートル、血液型O型。

## 略歴・人物
1934年（昭和9年）、秋田県秋田市土崎港新柳町生まれ。1953年（昭和28年）秋田県立秋田高等学校を卒業。大学受験に失敗した浪人中にルネ・クレマン監督のフランス映画『禁じられた遊び』に強く感銘を受けて映画監督に憧れるようになる。志望先を変更して1954年（昭和29年）、早稲田大学第一文学部文学科演劇専攻を受験、合格して同年、入学する。大学の入学式当日に早大演劇研究会に入会した。
1957年（昭和32年）、大学4年次に、同年開館の日比谷の芸術座が専属俳優を募集していることを新聞記事で知り、応募。4次試験を経て合格し、東宝演劇部と契約した。試験の最終面接は脚本家の菊田一夫であったが、丸山は菊田に本当は演出家志望だと話したという。初舞台は『モデルの部屋』であった。
1958年（昭和33年）、早大卒業と同時に東宝現代劇に入団。1期生であった。東宝現代劇は、前年の芸術座第1回『暖簾』（森重久弥主演）公演後、当時東宝の演劇担当重役であった菊田一夫の主唱により設立された劇団で、採用された1期生は23名いた。丸山の同期には井上孝雄、小鹿番、山田芳夫、内山惠司、小林誠、青木玲子、竹内幸子らがいる。俳優人生の初期には『今日を限りの』（1959年）、『がめつい奴』（1959年-1960年）、『花咲く港』（1961年）など、菊田一夫の作品に数多く出演した。作家林芙美子の放浪人生を描いた菊田一夫脚本の『放浪記』には、1961年（昭和36年）の芸術座での初演から2005年（平成17年）の芸術座閉館まで連続して出演した。
海外作品では、1973年（昭和48年）の『マイ・フェア・レディ』（帝国劇場）、1975年（昭和50年）の『屋根の上のヴァイオリン弾き』（日生劇場）、1980年（昭和55年）の『ザ・サウンド・オブ・ミュージック』（日生劇場）などに出演した。
1982年（昭和57年）4月4日、『横浜どんたく-富貴楼おくら-』の演技で第8回菊田一夫演劇賞を受賞した。
演出家としても活躍しており、『ジンジャー・ブレッド・レディ』、『かえり花』、『冬支度』、『淫乱斉英泉』、『宮城野』、『熊楠の家』、『恍惚の人』などの演出を手がけた。南方熊楠とその家族を描いた『熊楠の家』（小幡欣治脚本）は、1996年（平成8年）の第22回菊田一夫演劇賞の大賞を受賞している。
テレビドラマでは、1981年（昭和61年）のTBS『関ヶ原』での前田家家老中川光重役などでの出演がある。
2023年（令和5年）9月29日、腎不全のため東京都の自宅で死去。88歳没。

## 主な出演作品

### 舞台
- 『今日を限りの』（1959年）
- 『がめつい奴』（1959年-1960年）
- 『花咲く港』（1961年）
- 『放浪記』（1961年-）
- 『風林火山』（1971年）
- 『浮かれ式部　日本美女絵巻』（1972年）
- 『マイ・フェア・レディ』（1973年）
- 『たぬき』（1973年）
- 『屋根の上のヴァイオリン弾き』（1975年）
- 『愛染め高尾』（1976年）
- 『ザ・サウンド・オブ・ミュージック』（1980年）
- 『草燃える』（1980年）
- 『雪まろげ』（1980年）
- 新版『香華』（1988年）
- 『徳川の夫人たち』（1995年）
- 『ジキル&ハイド』（2001年）
- 『ミー&マイ・ガール』（2003年）
- 『とおりゃんせ』（2004年）
- 『風と共に去りぬ』（2011年）

### テレビドラマ
- NHK『次郎長臨終』（1965年）
- TBS『関ヶ原』（1981年）
- NHK『御宿かわせみ』（1981年）